# Draper (cratère lunaire)
Pour les articles homonymes, voir Draper.
Draper est un cratère lunaire situé sur la face visible de la Lune, au dessus des Montes Carpatus[réf. nécessaire]. 
Il mesure 8,28 km de diamètre, pour une profondeur d’1,7 km. 

## Étymologie
Il a  été nommé d’après Henry Draper, astronome américain (1837-1882),.